# فردوسی آمریکایی
فردوسی آمریکایی (نام علمی: Erythrina americana) نام یک گونه از سرده فردوسی است.